# Mariana Pistoia
Mariana Nelz Pistoia (Porto Alegre, 3 de dezembro de 1998), é uma esgrimista brasileira.
Integrou a equipe brasileira de florete feminino que foi campeã do Pan-Americano juvenil, em Havana, em 2016, ao lado de Gabriela Cecchini, Ana Toldo, Mariana Pistoia e Nicole Camozzato.
Em 2017, aos 18 anos, na Copa do Mundo de Florete, em Gdansk, eliminou a francesa Ysaora Thibus, mas perdeu em seguida para Anita Blaze e terminou a competição em 32º lugar. No mesmo ano, venceu o Campeonato Brasileiro, derrotando Bia Bulcão na final. Logo em seguida foi convocada para integrar a equipe brasileira no Sul-Americano de 2018, em Cochabamba
Participou dos Jogos Pan-Americanos de 2019, ocorridos em Lima, no Peru.

## Títulos
- Campeonato Brasileiro de Esgrima - 2017